# Domino Kai

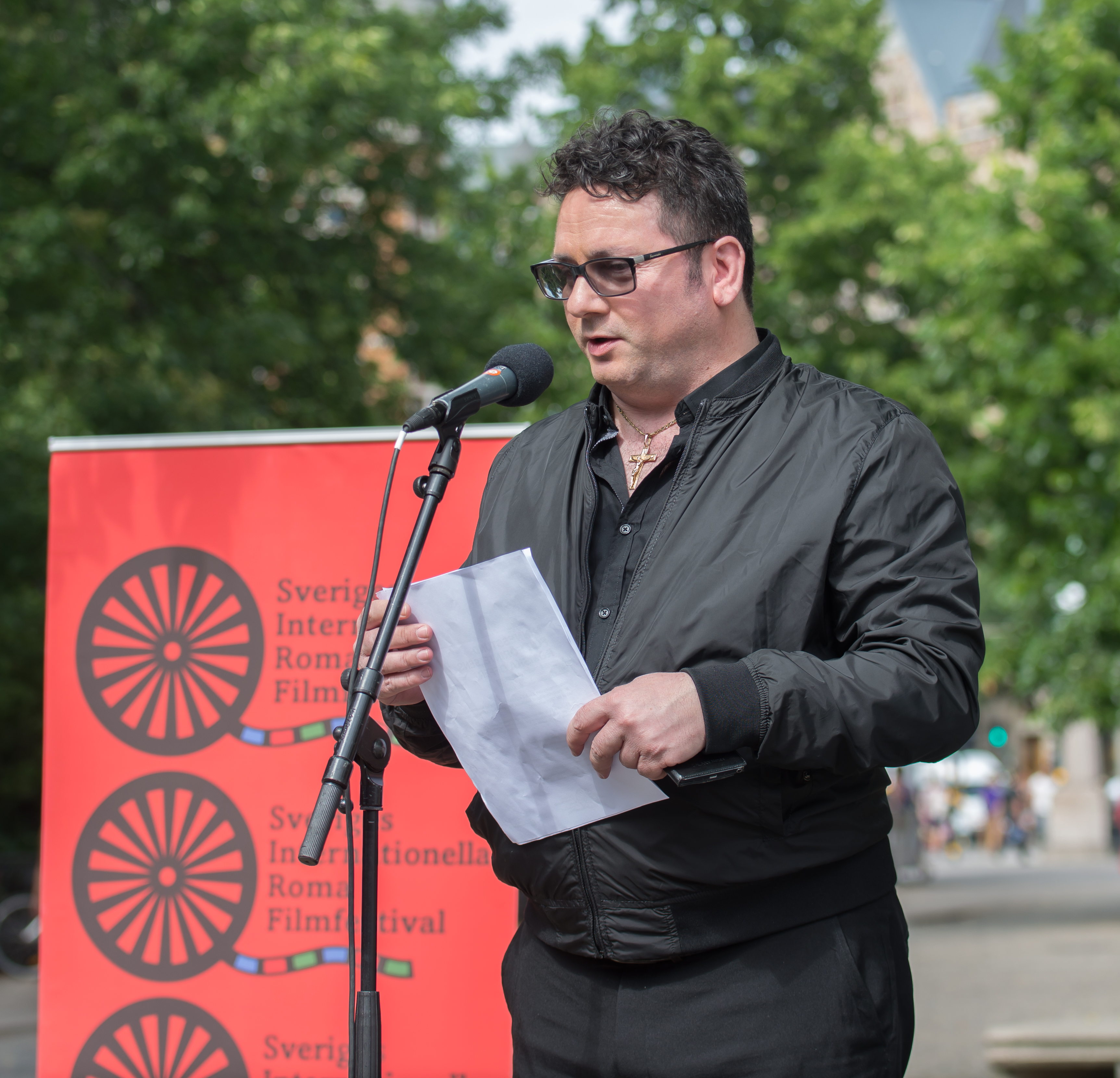
Domino Kai under Romernas minnesdag på Raoul Wallenbergs torg 2017 i Stockholm.

Domino Kai är en svensk aktivist och kulturproducent av romskt ursprung. Han är utbildad dramapedagog och har arbetat förebyggande mot diskriminering på Diskrimineringsombudsmannen.

## Biografi
Domino Kai är yngsta barnet i en romsk familj med rötterna i Finland (kaale-romer). På 1970-talet flyttade familjen till Sverige, och Kais engagemang i romska frågor inleddes när han och en bror på 1990- och 2000-talet bodde i Gävle. Han utbildade sig till dramapedagog på Västerbergs folkhögskola.
Kai har i 30 års tid arbetat med information och debatt omkring romsk kultur och historia. 2006 började han arbeta hos Diskrimineringsombudmannen. I slutet av 00-talet var han utredningsordförande på Delegationen för romska frågor. 2013–2015 arbetade han med Vi är romer, en utställning som vandrat från Göteborgs stadsmuseum till Stockholm. Han arbetar sedan 2015 på Romano Center i Väst (RCV), en verksamhet stödd av Göteborgs kommun.
Han har bland annat talat talat om Zigenarnatten (1944, en massaker i Auschwitz-Birkenau) och grundat Sveriges Internationella Roma Filmfestival. Den senare har sedan 2009 varit huvudarrangör av den årliga minnesdagen för de romska offren för nazismen. Dagen högtidlighålls årligen den 2 augusti med minnesceremonier i bland annat Stockholm och Göteborg.
2019 tilldelades han årets svenska Martin Luther King-pris. 2021 var han en av fem nominerade till Raoul Wallenberg-priset.